# Skyrunner World Series 2008
Navigation
2007 2009
Le Skyrunning World Series 2008 est la septième édition du Skyrunner World Series, compétition internationale de Skyrunning fondée en 2002 par la fédération internationale de skyrunning. 

## Programme
| Nom de la course                    | Pays          | Date              | Vainqueur         | Vainqueure        |
| ----------------------------------- | ------------- | ----------------- | ----------------- | ----------------- |
| SkyRace Mexiquense Nevado de Toluca | Mexique       | 6 avril 2009      | Tomás Pérez       | Alicia Rodríguez  |
| Marató de Muntanya de Berga         | Espagne       | 11 mai 2008       | Jessed Hernàndez  | Corinne Favre     |
| SkyRace Valmalenco-Valposchiavo     | Italie Suisse | 8 juin 2008       | Kílian Jornet     | Angela Mudge      |
| Circuito dos 3 Cantaros SkyRace     | Portugal      | 15 juin 2008      | Aires Sousa       | Rosa Madureira    |
| Maratón Alpino Madrileño            | Espagne       | 22 juin 2008      | Andy Symonds      | Mónica Aguilera   |
| SkyRace de Serre Chevalier          | France        | 13 juillet 2008   | Vincent Delebarre | Corinne Favre     |
| Giir di Mont                        | Italie        | 27 juillet 2008   | Kílian Jornet     | Stéphanie Jiménez |
| Sierre-Zinal                        | Suisse        | 10 août 2008      | Marco De Gasperi  | Anna Pichrtová    |
| Pikes Peak Marathon                 | États-Unis    | 16 août 2008      | Matt Carpenter    | Keri Nelson       |
| Mount Kinabalu Climbathon           | Malaisie      | 24 août 2008      | Agustí Roc Amador | Corinne Favre     |
| Mount Ontake SkyRace                | Japon         | 31 août 2008      | Dai Matsumoto     | Yasuko Nomura     |
| Ben Nevis Race                      | Royaume-Uni   | 6 septembre 2008  | Agustí Roc Amador | Angela Mudge      |
| Sentiero delle Grigne               | Italie        | 21 septembre 2008 | Kílian Jornet     | Emanuela Brizio   |